# 에메랄드 포리스트
에메랄드 포리스트(The Emerald Forest)는 영국에서 제작된 존 부어만 감독의 1985년 드라마, 액션, 모험 영화이다. 파워스 부스 등이 주연으로 출연하였다.

## 출연

### 주연
- 파워스 부스
- 멕 포스터
- 찰리 부어만

### 조연
- 디라 파에스